# Édouard Kablinski
Edouard Kablinski (Herne, 7 augustus 1920 - Halewijn, 7 maart 1997) was een Frans wielrenner. De ouders van Kablinski waren Poolse emigranten en hij is met name bekend als de winnaar van de eerste editie van de Dauphiné Libéré in 1947.